# Valea Adîncă
Valea Adinca (en rumano: Valea Adîncă; en ruso: Валя-Адынка, romanizado: Valia-Adynka; en ucraniano: Валя-Адинке, romanizado: Valia-Adinke) es una comuna y pueblo ubicado en la parcialmente reconocida República de Transnistria, dentro del distrito de Cámenca, aunque de iure pertenece a Moldavia. 

## Toponimia
El nombre significa "valle profundo" en rumano. Otros nombres históricos del pueblo existen en polaco: Waładynka.

## Geografía
Valea Adinca se encuentra cerca de la frontera con Ucrania, no lejos del pueblo de Zagnítkiv (óblast de Odesa), a 6 km de Rașcov y a 23 de Cámenca.     
La comuna se compone de dos pueblos: Valea Adîncă y Constantinovca (en ruso: Константиновка; en ucraniano: Костянтинівка).

## Historia
Waładynka era una aldea privada de la familia Lubomirski del voivodato de Brátslav durante los tiempos de la Mancomunidad polaco-lituana. En 1793, cuando Polonia fue dividida entre el reino de Prusia y el Imperio ruso, el pueblo pasó a manos de los rusos. 
El premio Nobel Henryk Sienkiewicz situó en esta zona la Garganta del Diablo, donde vivía la bruja Horpyna a lo largo del río Dniéster, un conocido personaje de la novela A sangre y fuego.  En las cercanías del pueblo hay una gruta donde se escondió Usti Karmeliuk, un forajido ucraniano que luchó contra la administración rusa.
En 1924, Valea Adinca pasó a formar parte del óblast autónomo de Moldavia, que pronto se convirtió en la República Socialista Soviética Autónoma de Moldavia, y en la República Socialista Soviética de Moldavia en 1940 durante la Segunda Guerra Mundial. De 1941 a 1944, Valea Adinca fue administrada por el reino de Rumania como parte de la gobernación de Transnistria.

## Demografía
Según el censo de 2004, los ucranianos representaban el 88,81% de la población local; los rumanos son el 7,23% y los rusos, el 3,45%.

## Infraestructura

### Arquitectura, monumentos y lugares de interés
El pueblo tiene una iglesia ortodoxa rusa de la Protección de la Santísima Virgen, reconstruida en 2015 a partir de las ruinas de un templo anterior.